# Rižana (Fluss)
Die Rižana (italienisch Risano) ist ein Fluss im Norden und slowenischen Abschnitt der Halbinsel Istrien. Die Mündung liegt nordöstlich des historischen Stadtkerns von Koper im Golf von Triest.

## Verlauf
Die Quellregion der Rižana befindet sich im Vorgebirge der Ćićarija bei den Dörfern Bezovica und Podpeč. Hier herrschen Mergel und Sandsteine der Flyschfazies sowie Kalksteine vor. Wenige Meter unterhalb der kurzen oberen Zuläufe befindet sich im Hrastovlje-Tal die ergiebige Karstquelle „Izvir Rižane“ (deutsch Rižana-Quelle). Hier tritt Karstwasser an einer Felsenfront des anstehenden Kalksteins aus mehreren Stellen in verschiedener Höhenlage heraus. Die unteren Quellen geben ganzjährig Wasser, auch in Trockenzeiten. Der wichtigste Quellaustritt trägt den Namen Zvroček.
Am Beginn der sich kegelförmig weitenden Schwemmebene vor Koper zweigt ein Kanal (Rozbremenilnik Ara) nach Westen ab, der sein Wasservolumen an das innerstädtische  Feucht- und Naturschutzgebiet Škocjanski zatok abgibt, wo es auf zwei Wegen südwestlich und nordöstlich der Altstadt von Koper in den Golf von Triest gelangt.

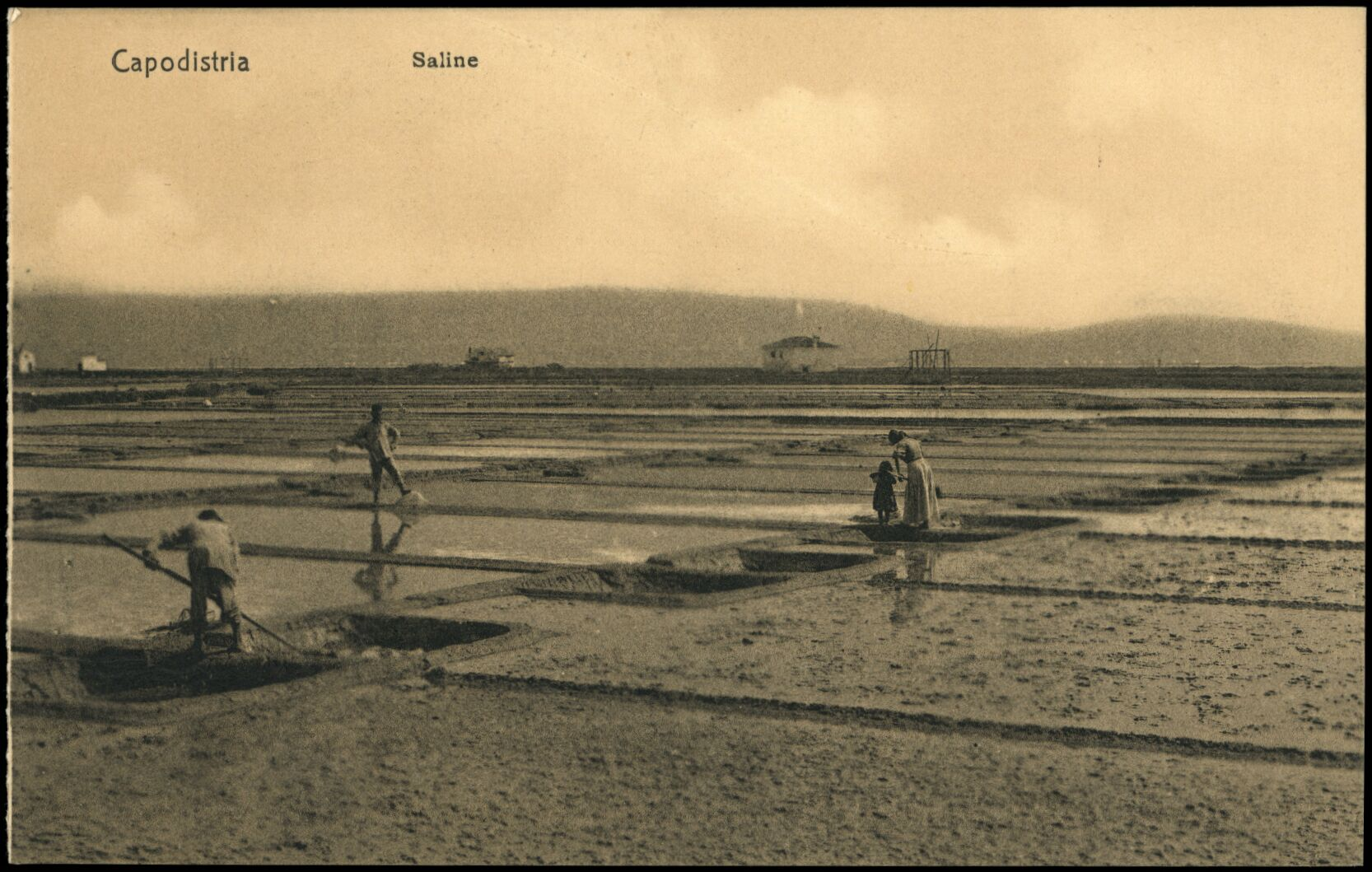
Ehemalige Salinen in der Bucht von Capodistria

Die Bucht von Koper mit der Mündung der Rižana (topografisch aktuell bis 1915)

Nach diesem Abzweig unterquert die Rižana den Autobahnknotenpunkt „Srmin“ mit dem Viadukt Bivje in Richtung Nordwesten und windet sich um den Hügel Srmin/Sermino (84 m) nach Südwesten, um in westliche Richtung im Hafen Koper, zwischen befestigten Ufern mit Lagerhallen und Tankanlagen im Kanal  Luka Koper, das Meer zu erreichen. Die Mündungsebene trägt den Namen Zatok Polje. Ursprünglich befanden sich hier Salinen zur Meersalzgewinnung und deren Areal nannte sich Valle Campi. Weitere Salinen befanden sich in den Flachgewässern um die historische Altstadt von Koper.

## Hydrographie
Nach hydrologischen Untersuchungen stammt das Wasser von Kontaktbereichen in den Kalksteinstrukturen des Höhenzugs Matarsko podolje (Brezovica, Odolina, Hotična und Jezerina), wo es in Ponore abfließt. Abgesehen von den Brkini-Dolinen (Brkini-Hügel, italienisch Birchinia) wird die Rižana-Quelle auch mit Wasser über Ponor-Dolinen in den Tälern von Gračišče und Smokvica gespeist. Das gesamte ober- und unterirdische Einzugsgebiet umfasst somit den nordwestlichen Teil von Brkini und Podgrajsko podolje, einem Teil der Čičarija und die Slavniško-Berge (Slavniško pogorje) bis nach Socerb. Das gesamte Einzugsgebiet beläuft sich nach Schätzungen auf etwa 200 bis 250 km². Etwa zwei Drittel dieser Region sind Karstlandschaften.

## Wirtschaft und Verkehr
Im Jahre 1935 wurde die Quelle Zvroček für die Wasserversorgung von Koper und Izola technisch erschlossen. Die gesamte Quellzone hat eine durchschnittliche Schüttung über das Jahr von 4 m³/s. Um aus dem gefassten Quellbereich Trinkwasser in gleichbleibender Qualität zu erhalten, wurde das Wasserwerk Rižana (Rižanski vodovod Koper) errichtet. Die zu diesem Zweck entnommene Jahresmenge umfasst 200 Liter/s.
Der leicht mäandrierende Mittellauf der Rižana bietet mit seinem Schwemmland beiderseits der Ufer Möglichkeiten einer landwirtschaftlichen Nutzung. Hier folgt dem Flusslauf zwischen den Ortschaften Mostičje und Miši/Missi die Bahnstrecke Prešnica–Koper und eine Regionalstraße.